# Бегство Далай-ламы из Китая
Бе́гство Дала́й-ла́мы из Кита́я — событие в истории Тибета и Китая.
В марте 1959 года Далай-лама XIV бежал из Китая вместе с членами своей семьи и своим правительством. Они скрылись от китайских властей, которых подозревали в желании задержать их семью. Из Лхасы, столицы Тибета, Далай-лама и сопровождающие его лица отправились на юг — в индийский Таванг, где его приветствовали индийские власти.

## История
После падения династии Цин, Далай-лама XIII провозгласил в 1913 году независимость Тибета. Эта независимость всегда оспаривалась китайским правительством, которое в октябре 1950 года вторглось в Тибет и захватило бо́льшую часть его территории в ходе военной кампании, длившейся около двух недель. В соглашении 1951 года Китай и Тибет договорились о возвращении Тибета под власть китайского правительства, но также оговорили, что Тибет сохранит автономию. Но этот статус-кво был оспорен китайским правительством, которое фактически установило свой контроль над большими территориями, которыми должны были управлять тибетские власти. Тибетцы обратились в ООН с призывом содействовать переговорам с Китаем; это требование они позже отменили в надежде, что Китай и Тибет смогут найти решение самостоятельно.

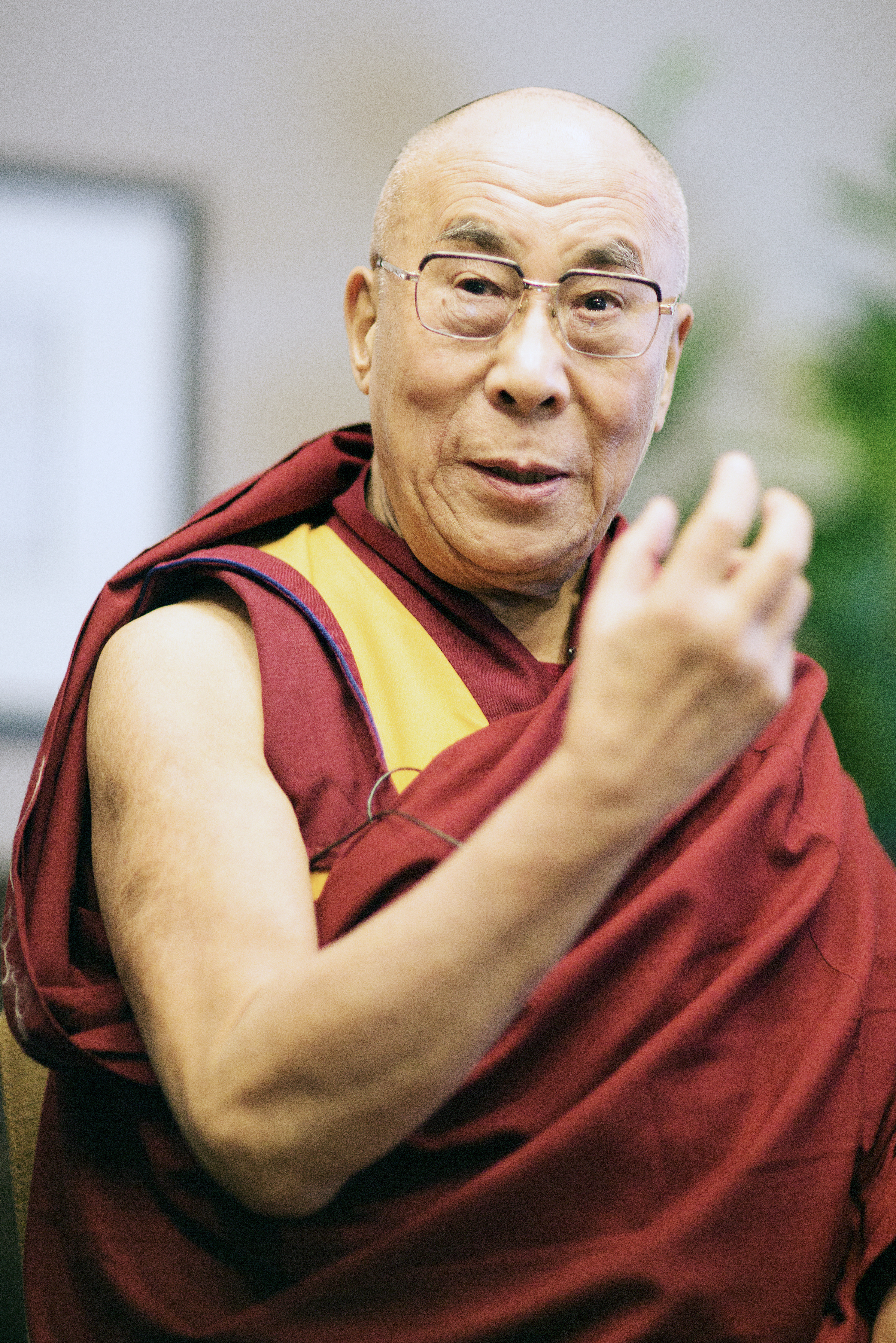
Далай-лама XIV

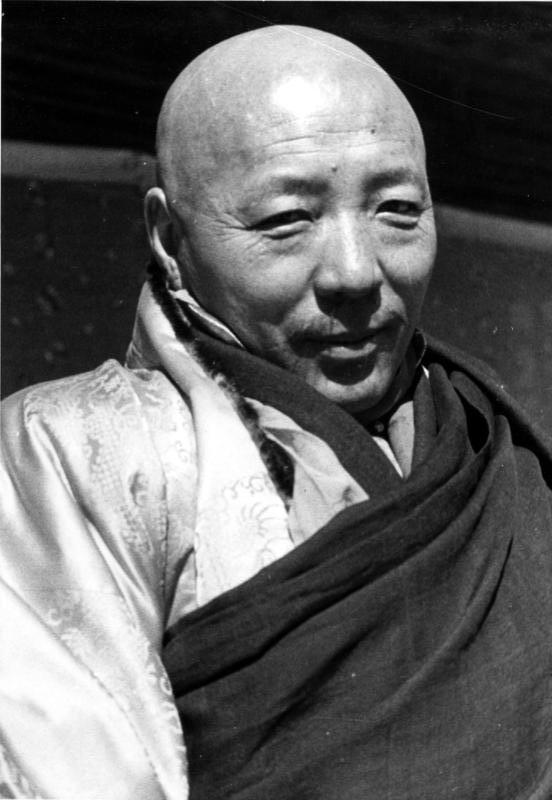
Оракул Нечунг

К 10 марта 1959 года китайские вооруженные силы окружили Лхасу, и в тот же день Далай-лама получил приглашение от китайского военного офицера Чжана Цзинву посетить китайское танцевальное представление. Позже последовало требование явиться в китайский военный штаб без сопровождения телохранителей. Тибетское правительство обеспокоилось тем, что китайцы могут арестовать тогдашнего 23-летнего Далай-ламу, и большие толпы окружили дворцы Потала и Норбулинка в знак протеста против китайских властей с требованием, чтобы Далай-лама не следовал приглашению. Далай-лама проконсультировался с далай-ламским оракулом Nechung Oracle, который советовал остаться и вести переговоры с китайскими властями. Далай-лама XIV не был уверен в этом совете, ещё дважды обращаясь к нему за консультацией. После третьей встречи оракул призвал Далай-ламу той же ночью бежать.
По маршруту, который предложил оракул, Далай-лама, переодевшись в форму китайской армии и в сопровождении группы из двадцати человек, в которую входили его ближайшие члены семьи и министры правительства, 17 марта вышел из дворца Норбулинка к реке Лхаса, где к ним присоединилась большая свита. С этого началось путешествие в изгнание через Гималаи в Индию, длившееся до 31 марта. Путники передвигались в основном ночью, проводя светлое время суток в монастырях.
19 марта они достигли монастыря в Читешо, 21 марта они пересекли перевал Жагола — в этот день мировое сообщество узнало о бегстве Далай-ламы из Лхасы. 26 марта он прибыл в Лхюндзе, откуда отправил письмо премьер-министру Индии Джавахарлалу Неру, объясняя политическую ситуацию в Тибете и прося у него убежище. В ответ Неру послал отряд Ассамских стрелков для сопровождения Далай-ламы в Индию, куда он прибыл 31 марта. В тот же день Джавахарлал Неру сделал заявление в индийском парламенте, что к Далай-ламе следует относиться с уважением, и Тибетскому правительству в изгнании было разрешено разместить свою штаб-квартиру в Дхарамсале.
Китайское правительство узнало о побеге Далай-ламы из Лхасы только 19 марта. Позже Мао Цзэдун провозгласил политику, согласно которой Далай-ламе будут рады в Китае, но только в том случае, если он станет придерживаться политики китайского правительства.